# Белоусов, Юрий Викторович
Юрий Викторович Белоусов (род. 25 мая 1970, Новокузнецк, Кемеровская область, СССР) — российский артист балета и педагог, лауреат всероссийского конкурса «ВАГАНОВА — PRIX» (1988), ведущий солист московского театра «Кремлёвский балет» (1996—2016).

## Биография
Юрий родился 25 мая 1970 года в Новокузнецке, а в 1980-м поступил в Новосибирское хореографическое училище.
Первое выступление состоялось в первом же классе училища. Тогда в балете «Сильфида» юноша вышел на одну сцену со знаменитым артистом Рудольфом Нуриевым. Во время обучения Юрий постоянно принимал участие в спектаклях труппы Новосибирского театра оперы и балета. Первая сольная партия — па-де-труа в спектакле «Щелкунчик». Эту роль юный артист получил в четвёртом классе училища (уровень седьмого класса общеобразовательной школы). Другие ранние роли в Новосибирске включали в себя Пастуха в «Спартаке» (в постановке Юрия Григоровича), Среднего брата в «Царевне-лягушке» и др.

## Москва и мировые гастроли
В 1988-м Ю. Белоусов окончил училище и отправился в Санкт-Петербург, где занял второе место во всероссийском конкурсе «ВАГАНОВА — PRIX», организованном Академией Русского балета имени А. Я. Вагановой. В 1990-м переехал в Москву ради работы в Moscow City Ballet под руководством Виктора Смирнова-Голованова. Практически все сольные партии репертуара балета достались Юрию. Оценив его возможности, В. Смирнов-Голованов специально для Юрия поставил уникальную партию Принца в балете «Щелкунчик».
С 1994-го по 1996-й Ю. Белоусов был солистом Русского Национального Балета Сергея Радченко и много гастролировал по всему миру, от Великобритании до Японии.

## Кремлёвский балет
В 1996 году Ю. Белоусов должен был уехать в Германию по контракту, однако старший педагог Кремлёвского балета Екатерина Максимова пригласила его станцевать в «Щелкунчике», а затем — остаться в труппе театра. Его партнёршей стала народная артистка России Маргарита Лёвина, затем последовали сольные партии с заслуженной артисткой России Татьяной Гурьяновой, народной артисткой России Натальей Балахничёвой, заслуженной артисткой России Ольгой Зубковой и др.
За время работы в Кремлёвском балете Юрий принимал участие практически во всех постановках, а также в различных международных фестивалях. Он расширил географию гастролей — в списке стран были Китай, Франция, Италия, Греция. В числе самых заметных ролей артиста: Наполеон («Наполеон Бонапарт»), Светозар («Руслан и Людмила»), Квазимодо («Эсмеральда»), Лесничий Ганс («Жизель») и т. д.
В 2005 году сыграл Юношу в спектакле «Синий бог» в постановке Андриса Лиепы (другие роли сыграли Николай Цискаридзе, Илзе Лиепа, Наталья Балахничёва). Спектакль имел огромный успех во Франции и Великобритании.
Помимо этого Ю. Белоусов и Н. Балахничёва в качестве приглашённых артистов гастролируют с другими труппами. Так Юрий воплотил образ Зигфрида в балете «Лебединое озеро».
В этот период Юрий получил дополнительное образование — степень бакалавра в сфере менеджмента организации шоу-бизнеса (2004 год).

## Поздняя карьера
В 2014-м Юрий Белоусов завершил карьеру артиста балета, однако ещё в 2015-м продолжал периодически выходить на сцену Кремля.
В 2016 году он начал передавать свои знания юному поколению — стал педагогом-балетмейстером в школе Ильи Кузнецова.
С 2018 года работал начальником бутафорского цеха Кремлёвского дворца.